# Liga Siatkówki Kobiet 2017-2018
La Liga Siatkówki Kobiet 2017-2018 si è svolta dal 14 ottobre 2017 al 2 maggio 2018: al torneo hanno partecipato quattordici squadre di club polacche e la vittoria finale è andata per la settima volta, la quinta consecutiva, al Chemik Police.

## Regolamento

### Formula
Le squadre hanno disputato un girone all'italiana, con gare di andata e ritorno, per un totale di ventisei giornate; al termine della regular season:
- Le prime quattro classificate hanno acceduto ai play-off scudetto, strutturati in turni di semifinale con accoppiamenti incrociati rispetto alla posizione raggiunta al termine della stagione regolare (1ª-4ª e 2ª-3ª) e finali (1º e 3º posto), con entrambi i turni giocati al meglio di due vittorie su tre gare.
- La quinta e la sesta classificata hanno acceduto alla finale 5º posto, giocata al meglio di due vittorie su tre gare.
- La settima e l'ottava classificata hanno acceduto alla finale 7º posto, giocata al meglio di due vittorie su tre gare.
- La nona e la decima classificata hanno acceduto alla finale 9º posto, giocata al meglio di due vittorie su tre gare.
- L'undicesima e la dodicesima classificata hanno acceduto alla finale 11º posto, giocata al meglio di due vittorie su tre gare.
- La squadra risultata perdente alla finale 11º posto ha affrontato uno spareggio promozione-retrocessione con la vincente dei play-off della I liga, strutturato in una finale, giocata al meglio di tre vittorie su cinque gare: la vincente dello spareggio ha ottenuto il diritto a partecipare alla Liga Siatkówki Kobiet 2018-19, mentre la perdente disputerà la I liga 2018-19.
- La tredicesima e la quattordicesima classificata sono retrocesse in I liga 2018-19.

### Criteri di classifica
Se il risultato finale è stato di 3-0 o 3-1 sono stati assegnati 3 punti alla squadra vincente e 0 a quella sconfitta, se il risultato finale è stato di 3-2 sono stati assegnati 2 punti alla squadra vincente e 1 a quella sconfitta.
L'ordine del posizionamento in classifica è stato definito in base a:
- Punti;
- Numero di partite vinte;
- Ratio dei set vinti/persi;
- Ratio dei punti realizzati/subiti;
- Risultato degli scontri diretti.

## Squadre partecipanti
Alla Liga Siatkówki Kobiet 2017-2018 hanno partecipato quattordici squadre: dalla I Liga 2016-17 non è stata promossa nessuna formazione in quanto il Wisła Warszawa, formazione vincitrice del campionato cadetto, ha perso lo spareggio promozione-retrocessione con il KSZO Ostrowiec, ultimo classificato al termine della Liga Siatkówki Kobiet 2016-17. 
La squadra dell'Atom Trefl Sopot nell'estate del 2017 si è fusa con il Proxima Kraków e la nuova formazione si è iscritta al campionato con la denominazione Trefl Proxima Kraków.
| Club                 | Città                   | Palazzetto                              | Stagione precedente          |
| -------------------- | ----------------------- | --------------------------------------- | ---------------------------- |
| BKS                  | Bielsko-Biała           | Hala Widowiskowo Sportowa Bielsko-Biała | 7ª in Liga Siatkówki Kobiet  |
| Budowlani Łódź       | Łódź                    | Atlas Arena Łódź                        | 2ª in Liga Siatkówki Kobiet  |
| Chemik Police        | Police                  | Hala OSiR Police                        | Campione di Polonia          |
| Developres Rzeszów   | Rzeszów                 | Hala Podpromie Rzeszów                  | 3ª in Liga Siatkówki Kobiet  |
| KSZO Ostrowiec       | Ostrowiec Świętokrzyski | Hala KSZO Ostrowiec Świętokrzyski       | 14ª in Liga Siatkówki Kobiet |
| Legionovia           | Legionowo               | Arena Legionowo Legionowo               | 13ª in Liga Siatkówki Kobiet |
| ŁKS                  | Łódź                    | Atlas Arena Łódź                        | 6ª in Liga Siatkówki Kobiet  |
| MKS                  | Dąbrowa Górnicza        | Hala Centrum Dąbrowa Górnicza           | 5ª in Liga Siatkówki Kobiet  |
| Muszyna              | Muszyna                 | Hala sportowa Muszyna Muszyna           | 10ª in Liga Siatkówki Kobiet |
| Pałac Bydgoszcz      | Bydgoszcz               | Hala Łuczniczka Bydgoszcz               | 12ª in Liga Siatkówki Kobiet |
| PTPS                 | Piła                    | Hala MoSiR Piła                         | 11ª in Liga Siatkówki Kobiet |
| Toruń                | Toruń                   | Arena Toruń Toruń                       | 8ª in Liga Siatkówki Kobiet  |
| Trefl Proxima Kraków | Cracovia                | HWS Suche Stawy Cracovia                | 2ª in I Liga                 |
| Wrocław              | Breslavia               | Hala Orbita Breslavia                   | 4ª in Liga Siatkówki Kobiet  |

## Torneo

### Regular season

#### Risultati
| Prima giornata |                                      |     |                                   |
|                |                                      |     |                                   |
| 14-10          | KSZO Ostrowiec - Legionovia          | 3-1 | 17-25, 25-17, 25-21, 25-21        |
| 14-10          | Developres Rzeszów - Pałac Bydgoszcz | 3-2 | 18-25, 25-16, 25-23, 27-29, 15-9  |
| 15-10          | Chemik Police - Toruń                | 3-0 | 25-21, 25-23, 25-11               |
| 15-10          | MKS - Muszyna                        | 2-3 | 25-21, 25-23, 15-25, 12-25, 14-16 |
| 16-10          | BKS - Budowlani Łódź                 | 1-3 | 25-15, 17-25, 19-25, 17-25        |
| 16-10          | ŁKS - Trefl Proxima Kraków           | 3-1 | 25-21, 25-27, 25-16, 25-18        |
| 16-10          | Wrocław - PTPS                       | 3-1 | 20-25, 25-23, 28-26, 25-23        |

| Seconda giornata |                                      |     |                                  |
|                  |                                      |     |                                  |
| 20-10            | BKS - KSZO Ostrowiec                 | 3-2 | 24-26, 25-13, 22-25, 25-20, 15-8 |
| 21-10            | PTPS - MKS                           | 3-0 | 25-18, 25-20, 25-17              |
| 21-10            | Budowlani Łódź - Toruń               | 3-0 | 25-18, 25-11, 25-13              |
| 21-10            | Pałac Bydgoszcz - Wrocław            | 3-1 | 25-16, 26-24, 21-25, 25-16       |
| 22-10            | Muszyna - ŁKS                        | 2-3 | 26-24, 11-25, 18-25, 25-23, 8-15 |
| 23-10            | Trefl Proxima Kraków - Chemik Police | 0-3 | 16-25, 16-25, 22-25              |
| 25-10            | Legionovia - Developres Rzeszów      | 0-3 | 16-25, 13-25, 18-25              |

| Terza giornata |                                 |     |                                   |
|                |                                 |     |                                   |
| 28-10          | Wrocław - Legionovia            | 1-3 | 18-25, 14-25, 25-22, 22-25        |
| 28-10          | MKS - Pałac Bydgoszcz           | 1-3 | 23-25, 17-25, 25-19, 17-25        |
| 28-10          | ŁKS - PTPS                      | 3-0 | 25-23, 25-20, 25-19               |
| 29-10          | Chemik Police - Muszyna         | 3-1 | 24-26, 28-26, 25-19, 25-21        |
| 29-10          | Toruń-Trefl Proxima Kraków      | 3-2 | 18-25, 25-20, 17-25, 25-21, 15-13 |
| 29-10          | Developres Rzeszów - BKS        | 3-2 | 25-17, 22-25, 20-25, 25-15, 15-9  |
| 30-10          | KSZO Ostrowiec - Budowlani Łódź | 1-3 | 25-20, 23-25, 14-25, 19-25        |

| Quarta giornata |                                       |     |                                   |
|                 |                                       |     |                                   |
| 03-11           | KSZO Ostrowiec - Developres Rzeszów   | 3-1 | 25-21, 25-19, 20-25, 25-21        |
| 04-11           | Pałac Bydgoszcz - ŁKS                 | 0-3 | 18-25, 18-25, 18-25               |
| 04-11           | Legionovia - MKS                      | 0-3 | 20-25, 20-25, 19-25               |
| 04-11           | Budowlani Łódź - Trefl Proxima Kraków | 0-3 | 26-28, 21-25, 23-25               |
| 05-11           | Muszyna - Toruń                       | 3-0 | 25-16, 25-16, 25-13               |
| 05-11           | PTPS - Chemik Police                  | 1-3 | 25-17, 16-25, 17-25, 18-25        |
| 05-11           | BKS - Wrocław                         | 2-3 | 28-30, 25-16, 25-13, 24-26, 12-15 |

| Quinta giornata |                                     |     |                                   |
|                 |                                     |     |                                   |
| 11-11           | MKS - BKS                           | 0-3 | 23-25, 17-25, 20-25               |
| 11-11           | Chemik Police - Pałac Bydgoszcz     | 3-2 | 25-11, 15-25, 23-25, 25-14, 15-7  |
| 12-11           | Toruń-PTPS                          | 2-3 | 22-25, 25-18, 25-23, 20-25, 11-15 |
| 12-11           | Wrocław - KSZO Ostrowiec            | 3-2 | 25-22, 29-27, 20-25, 21-25, 15-13 |
| 13-11           | Muszyna - Trefl Proxima Kraków      | 3-1 | 18-25, 25-19, 25-21, 25-21        |
| 14-11           | ŁKS - Legionovia                    | 3-0 | 25-22, 25-7, 25-15                |
| 15-11           | Developres Rzeszów - Budowlani Łódź | 3-0 | 25-13, 25-22, 28-26               |

| Sesta giornata |                              |     |                                   |
|                |                              |     |                                   |
| 18-11          | Pałac Bydgoszcz - Toruń      | 3-0 | 25-22, 25-10, 25-13               |
| 18-11          | Budowlani Łódź - Muszyna     | 3-0 | 26-24, 25-23, 25-11               |
| 18-11          | Legionovia - Chemik Police   | 1-3 | 25-20, 17-25, 16-25, 23-25        |
| 19-11          | Developres Rzeszów - Wrocław | 3-0 | 25-17, 25-18, 25-20               |
| 19-11          | BKS - ŁKS                    | 2-3 | 25-17, 16-25, 25-17, 16-25, 12-15 |
| 20-11          | PTPS - Trefl Proxima Kraków  | 3-1 | 25-21, 22-25, 25-22, 25-20        |
| 21-11          | KSZO Ostrowiec - MKS         | 3-0 | 25-16, 25-23, 30-28               |

| Settima giornata |                                        |     |                            |
|                  |                                        |     |                            |
| 25-11            | Toruń-Legionovia                       | 3-0 | 25-22, 25-18, 25-21        |
| 25-11            | Muszyna - PTPS                         | 1-3 | 16-25, 11-25, 25-23, 23-25 |
| 25-11            | Chemik Police - BKS                    | 3-1 | 21-25, 25-8, 25-20, 25-21  |
| 27-11            | Pałac Bydgoszcz - Trefl Proxima Kraków | 0-3 | 24-26, 17-25, 21-25        |
| 27-11            | MKS - Developres Rzeszów               | 1-3 | 18-25, 25-22, 14-25, 22-25 |
| 28-11            | Wrocław - Budowlani Łódź               | 0-3 | 23-25, 15-25, 16-25        |
| 29-11            | ŁKS - KSZO Ostrowiec                   | 3-1 | 25-18, 25-27, 25-14, 27-25 |

| Ottava giornata |                                   |     |                                  |
|                 |                                   |     |                                  |
| 02-12           | BKS - Toruń                       | 3-0 | 25-21, 25-11, 25-17              |
| 02-12           | Pałac Bydgoszcz - Muszyna         | 0-3 | 22-25, 21-25, 14-25              |
| 03-12           | Budowlani Łódź - PTPS             | 3-0 | 25-16, 25-21, 25-11              |
| 03-12           | Developres Rzeszów - ŁKS          | 2-3 | 24-26, 25-18, 26-24, 17-25, 9-15 |
| 03-12           | Wrocław - MKS                     | 3-1 | 25-21, 22-25, 25-19, 25-19       |
| 03-12           | KSZO Ostrowiec - Chemik Police    | 1-3 | 25-22, 18-25, 25-27, 21-25       |
| 04-12           | Legionovia - Trefl Proxima Kraków | 3-0 | 27-25, 25-18, 25-16              |

| Nona giornata |                                    |     |                                   |
|               |                                    |     |                                   |
| 09-12         | Chemik Police - Developres Rzeszów | 0-3 | 20-25, 19-25, 16-25               |
| 09-12         | Muszyna - Legionovia               | 3-1 | 25-19, 25-20, 14-25, 25-17        |
| 10-12         | MKS - Budowlani Łódź               | 0-3 | 8-25, 12-25, 19-25                |
| 10-12         | ŁKS - Wrocław                      | 3-0 | 25-20, 25-22, 25-23               |
| 10-12         | PTPS - Pałac Bydgoszcz             | 3-1 | 27-25, 23-25, 25-21, 25-11        |
| 10-12         | Trefl Proxima Kraków - BKS         | 2-3 | 20-25, 24-26, 25-19, 25-20, 11-15 |
| 11-12         | Toruń-KSZO Ostrowiec               | 0-3 | 16-25, 20-25, 23-25               |

| Decima giornata |                                       |     |                                   |
|                 |                                       |     |                                   |
| 15-12           | Budowlani Łódź - Pałac Bydgoszcz      | 3-0 | 25-22, 25-16, 25-19               |
| 15-12           | BKS - Muszyna                         | 3-1 | 19-25, 25-23, 25-19, 25-18        |
| 16-12           | Legionovia - PTPS                     | 2-3 | 14-25, 14-25, 25-23, 25-23, 7-15  |
| 16-12           | Developres Rzeszów - Toruń            | 3-1 | 17-25, 25-20, 25-15, 25-19        |
| 16-12           | KSZO Ostrowiec - Trefl Proxima Kraków | 1-3 | 25-19, 24-26, 18-25, 17-25        |
| 16-12           | MKS - ŁKS                             | 1-3 | 18-25, 25-23, 18-25, 21-25        |
| 17-12           | Wrocław - Chemik Police               | 2-3 | 26-24, 22-25, 22-25, 25-21, 13-15 |

| Undicesima giornata |                                           |     |                                   |
|                     |                                           |     |                                   |
| 07-12               | ŁKS - Budowlani Łódź                      | 3-0 | 25-12, 25-21, 25-21               |
| 20-12               | Muszyna - KSZO Ostrowiec                  | 2-3 | 22-25, 25-16, 25-20, 16-25, 10-15 |
| 20-12               | PTPS - BKS                                | 3-0 | 25-14, 25-19, 25-6                |
| 20-12               | Toruń-Wrocław                             | 3-1 | 25-19, 20-25, 25-18, 25-21        |
| 20-12               | Trefl Proxima Kraków - Developres Rzeszów | 1-3 | 25-20, 19-25, 17-25, 18-25        |
| 20-12               | Pałac Bydgoszcz - Legionovia              | 3-2 | 25-18, 16-25, 17-25, 25-16, 16-14 |
| 21-12               | Chemik Police - MKS                       | 3-1 | 23-25, 25-23, 25-20, 25-18        |

| Dodicesima giornata |                                |     |                                   |
|                     |                                |     |                                   |
| 05-01               | Budowlani Łódź - Legionovia    | 2-3 | 23-25, 25-8, 30-32, 25-19, 17-19  |
| 06-01               | Developres Rzeszów - Muszyna   | 3-0 | 26-24, 25-15, 25-18               |
| 06-01               | MKS - Toruń                    | 1-3 | 19-25, 14-25, 25-22, 20-25        |
| 06-01               | Wrocław - Trefl Proxima Kraków | 2-3 | 20-25, 25-23, 24-26, 26-24, 13-15 |
| 07-01               | ŁKS - Chemik Police            | 2-3 | 25-20, 25-18, 23-25, 21-25, 11-15 |
| 07-01               | KSZO Ostrowiec - PTPS          | 0-3 | 15-25, 16-25, 21-25               |
| 08-01               | BKS - Pałac Bydgoszcz          | 3-0 | 25-20, 25-19, 25-19               |

| Tredicesima giornata |                                  |     |                                  |
|                      |                                  |     |                                  |
| 12-01                | BKS - Legionovia                 | 2-3 | 25-21, 25-22, 16-25, 24-26, 9-15 |
| 13-01                | Toruń-ŁKS                        | 0-3 | 12-25, 18-25, 18-25              |
| 13-01                | Muszyna - Wrocław                | 3-1 | 25-21, 25-18, 19-25, 28-26       |
| 13-01                | Trefl Proxima Kraków - MKS       | 3-0 | 25-20, 25-10, 25-20              |
| 14-01                | Pałac Bydgoszcz - KSZO Ostrowiec | 1-3 | 25-22, 25-27, 20-25, 11-25       |
| 14-01                | Chemik Police - Budowlani Łódź   | 3-0 | 25-14, 25-22, 25-19              |
| 15-01                | PTPS - Developres Rzeszów        | 1-3 | 25-23, 19-25, 21-25, 16-25       |

| Quattordicesima giornata |                                      |     |                            |
|                          |                                      |     |                            |
| 20-01                    | Trefl Proxima Kraków - ŁKS           | 1-3 | 19-25, 27-25, 22-25, 15-25 |
| 20-01                    | Legionovia - KSZO Ostrowiec          | 3-0 | 25-18, 25-19, 25-15        |
| 20-01                    | Muszyna - MKS                        | 3-0 | 25-13, 25-19, 25-19        |
| 20-01                    | Budowlani Łódź - BKS                 | 0-3 | 19-25, 24-26, 22-25        |
| 21-01                    | Toruń-Chemik Police                  | 0-3 | 16-25, 22-25, 21-25        |
| 21-01                    | PTPS - Wrocław                       | 3-0 | 25-11, 25-21, 25-18        |
| 11-03                    | Pałac Bydgoszcz - Developres Rzeszów | 0-3 | 15-25, 18-25, 24-26        |

| Quindicesima giornata |                                      |     |                                   |
|                       |                                      |     |                                   |
| 26-01                 | KSZO Ostrowiec - BKS                 | 3-2 | 29-31, 16-25, 25-21, 26-24, 15-10 |
| 27-01                 | Wrocław - Pałac Bydgoszcz            | 3-0 | 25-15, 25-19, 25-22               |
| 27-01                 | Chemik Police - Trefl Proxima Kraków | 3-1 | 25-19, 25-14, 26-28, 25-21        |
| 27-01                 | ŁKS - Muszyna                        | 3-2 | 25-19, 22-25, 20-25, 27-25, 15-13 |
| 28-01                 | Toruń-Budowlani Łódź                 | 0-3 | 12-25, 17-25, 18-25               |
| 28-01                 | Developres Rzeszów - Legionovia      | 3-0 | 25-20, 25-16, 25-21               |
| 29-01                 | MKS - PTPS                           | 3-2 | 20-25, 21-25, 25-23, 25-21, 15-11 |

| Sedicesima giornata |                                 |     |                            |
|                     |                                 |     |                            |
| 03-02               | Muszyna - Chemik Police         | 1-3 | 25-21, 14-25, 13-25, 16-25 |
| 03-02               | BKS - Developres Rzeszów        | 1-3 | 25-22, 15-25, 20-25, 20-25 |
| 03-02               | Trefl Proxima Kraków - Toruń    | 3-1 | 25-23, 25-17, 20-25, 25-18 |
| 04-02               | Pałac Bydgoszcz - MKS           | 3-0 | 25-16, 25-19, 25-19        |
| 04-02               | Budowlani Łódź - KSZO Ostrowiec | 3-0 | 25-23, 25-21, 25-23        |
| 04-02               | Legionovia - Wrocław            | 3-1 | 25-27, 25-20, 25-21, 25-19 |
| 05-02               | PTPS - ŁKS                      | 3-1 | 25-22, 25-19, 17-25, 25-17 |

| Diciassettesima giornata |                                       |     |                                   |
|                          |                                       |     |                                   |
| 10-02                    | Toruń-Muszyna                         | 0-3 | 18-25, 18-25, 20-25               |
| 10-02                    | Developres Rzeszów - KSZO Ostrowiec   | 3-0 | 25-22, 25-19, 25-19               |
| 10-02                    | MKS - Legionovia                      | 3-2 | 26-28, 12-25, 25-22, 25-22, 15-13 |
| 10-02                    | Chemik Police - PTPS                  | 3-1 | 25-19, 25-20, 23-25, 25-17        |
| 11-02                    | ŁKS - Pałac Bydgoszcz                 | 3-0 | 25-11, 25-23, 25-22               |
| 11-02                    | Wrocław - BKS                         | 3-0 | 25-20, 25-15, 25-17               |
| 11-02                    | Trefl Proxima Kraków - Budowlani Łódź | 2-3 | 23-25, 22-25, 25-22, 25-23, 6-15  |

| Diciottesima giornata |                                     |     |                                   |
|                       |                                     |     |                                   |
| 16-02                 | BKS - MKS                           | 3-0 | 25-22, 25-13, 25-17               |
| 17-02                 | KSZO Ostrowiec - Wrocław            | 1-3 | 25-16, 18-25, 20-25, 24-26        |
| 17-02                 | Pałac Bydgoszcz - Chemik Police     | 1-3 | 14-25, 23-25, 25-21, 19-25        |
| 17-02                 | PTPS - Toruń                        | 3-1 | 25-15, 25-20, 21-25, 25-15        |
| 17-02                 | Trefl Proxima Kraków - Muszyna      | 3-2 | 25-27, 18-25, 25-22, 25-14, 15-8  |
| 18-02                 | Budowlani Łódź - Developres Rzeszów | 3-0 | 25-17, 25-20, 25-20               |
| 19-02                 | Legionovia - ŁKS                    | 2-3 | 21-25, 29-27, 25-16, 22-25, 13-15 |

| Diciannovesima giornata |                              |     |                                   |
|                         |                              |     |                                   |
| 24-02                   | Wrocław - Developres Rzeszów | 1-3 | 25-23, 15-25, 18-25, 26-28        |
| 24-02                   | MKS - KSZO Ostrowiec         | 2-3 | 25-20, 25-22, 10-25, 8-25, 11-15  |
| 24-02                   | Muszyna - Budowlani Łódź     | 3-2 | 25-20, 20-25, 25-21, 24-26, 15-10 |
| 24-02                   | Chemik Police - Legionovia   | 3-0 | 25-12, 25-20, 25-16               |
| 25-02                   | Toruń-Pałac Bydgoszcz        | 3-1 | 26-28, 25-22, 25-20, 25-15        |
| 25-02                   | Trefl Proxima Kraków - PTPS  | 3-1 | 25-17, 16-25, 25-23, 25-23        |
| 26-02                   | ŁKS - BKS                    | 3-1 | 25-23, 26-28, 27-25, 25-14        |

| Ventesima giornata |                                        |     |                                  |
|                    |                                        |     |                                  |
| 03-03              | Developres Rzeszów - MKS               | 3-0 | 25-13, 25-16, 25-15              |
| 03-03              | KSZO Ostrowiec - ŁKS                   | 0-3 | 20-25, 19-25, 15-25              |
| 03-03              | Legionovia - Toruń                     | 2-3 | 25-20, 25-13, 16-25, 13-25, 7-15 |
| 03-03              | PTPS - Muszyna                         | 3-0 | 25-22, 25-23, 25-10              |
| 03-03              | Trefl Proxima Kraków - Pałac Bydgoszcz | 3-1 | 29-27, 25-17, 12-25, 25-18       |
| 05-03              | Budowlani Łódź - Wrocław               | 3-0 | 25-22, 25-10, 25-14              |
| 05-03              | BKS - Chemik Police                    | 0-3 | 19-25, 20-25, 20-25              |

| Ventunesima giornata |                                   |     |                                   |
|                      |                                   |     |                                   |
| 07-03                | Toruń-BKS                         | 0-3 | 20-25, 18-25, 17-25               |
| 07-03                | Chemik Police - KSZO Ostrowiec    | 3-0 | 25-21, 25-14, 25-21               |
| 07-03                | Muszyna - Pałac Bydgoszcz         | 3-1 | 21-25, 25-19, 25-13, 25-17        |
| 07-03                | ŁKS - Developres Rzeszów          | 3-2 | 25-20, 25-27, 22-25, 25-22, 15-13 |
| 09-03                | MKS - Wrocław                     | 0-3 | 19-25, 19-25, 20-25               |
| 09-03                | Trefl Proxima Kraków - Legionovia | 1-3 | 25-16, 20-25, 20-25, 20-25        |
| 21-03                | PTPS - Budowlani Łódź             | 3-2 | 18-25, 25-20, 22-25, 25-20, 15-8  |

| Ventiduesima giornata |                                    |     |                                   |
|                       |                                    |     |                                   |
| 15-03                 | Legionovia - Muszyna               | 0-3 | 15-25, 25-27, 14-25               |
| 16-03                 | Pałac Bydgoszcz - PTPS             | 1-3 | 25-19, 21-25, 16-25, 31-33        |
| 16-03                 | KSZO Ostrowiec - Toruń             | 3-2 | 19-25, 18-25, 25-22, 25-19, 17-15 |
| 17-03                 | Budowlani Łódź - MKS               | 3-2 | 24-26, 18-25, 25-17, 25-17, 15-11 |
| 18-03                 | Wrocław - ŁKS                      | 0-3 | 17-25, 20-25, 18-25               |
| 18-03                 | BKS - Trefl Proxima Kraków         | 0-3 | 17-25, 21-25, 18-25               |
| 18-03                 | Developres Rzeszów - Chemik Police | 3-2 | 10-25, 26-24, 20-25, 25-18, 15-11 |

| Ventitreesima giornata |                                       |     |                                   |
|                        |                                       |     |                                   |
| 24-03                  | Toruń-Developres Rzeszów              | 2-3 | 25-23, 25-20, 16-25, 18-25, 15-17 |
| 24-03                  | Trefl Proxima Kraków - KSZO Ostrowiec | 3-0 | 25-22, 25-21, 25-14               |
| 24-03                  | PTPS - Legionovia                     | 3-0 | 25-19, 25-11, 26-24               |
| 25-03                  | Chemik Police - Wrocław               | 3-0 | 25-19, 25-19, 25-11               |
| 25-03                  | Pałac Bydgoszcz - Budowlani Łódź      | 0-3 | 23-25, 13-25, 19-25               |
| 26-03                  | Muszyna - BKS                         | 2-3 | 22-25, 25-21, 20-25, 25-15, 10-15 |
| 31-03                  | ŁKS - MKS                             | 3-0 | 26-24, 25-23, 25-11               |

| Ventiquattresima giornata |                                           |     |                                   |
|                           |                                           |     |                                   |
| 28-03                     | Developres Rzeszów - Trefl Proxima Kraków | 3-0 | 25-12, 25-9, 25-19                |
| 28-03                     | MKS - Chemik Police                       | 0-3 | 24-26, 19-25, 18-25               |
| 28-03                     | Budowlani Łódź - ŁKS                      | 3-0 | 25-18, 25-18, 25-19               |
| 28-03                     | Legionovia - Pałac Bydgoszcz              | 1-3 | 25-21, 18-25, 21-25, 23-25        |
| 28-03                     | Wrocław - Toruń                           | 2-3 | 25-15, 23-25, 25-13, 25-27, 13-15 |
| 29-03                     | BKS - PTPS                                | 3-0 | 26-24, 25-19, 25-20               |
| 29-03                     | KSZO Ostrowiec - Muszyna                  | 3-1 | 17-25, 25-23, 25-18, 25-18        |

| Venticinquesima giornata |                                |     |                            |
|                          |                                |     |                            |
| 05-04                    | Legionovia - Budowlani Łódź    | 1-3 | 23-25, 25-15, 19-25, 22-25 |
| 05-04                    | Pałac Bydgoszcz - BKS          | 3-1 | 26-24, 21-25, 25-23, 25-15 |
| 06-04                    | Toruń-MKS                      | 3-0 | 25-16, 25-14, 25-19        |
| 07-04                    | Muszyna - Developres Rzeszów   | 0-3 | 17-25, 19-25, 19-25        |
| 07-04                    | PTPS - KSZO Ostrowiec          | 3-1 | 21-25, 25-16, 25-16, 25-21 |
| 07-04                    | Trefl Proxima Kraków - Wrocław | 3-1 | 23-25, 25-15, 25-21, 25-17 |
| 08-04                    | Chemik Police - ŁKS            | 3-0 | 25-23, 25-17, 25-16        |

| Ventiseiesima giornata |                                  |     |                                   |
|                        |                                  |     |                                   |
| 11-04                  | Developres Rzeszów - PTPS        | 3-0 | 25-18, 26-24, 25-15               |
| 11-04                  | KSZO Ostrowiec - Pałac Bydgoszcz | 0-3 | 25-27, 16-25, 21-25               |
| 11-04                  | ŁKS - Toruń                      | 3-0 | 26-24, 28-26, 25-17               |
| 11-04                  | Legionovia - BKS                 | 3-2 | 23-25, 25-15, 25-21, 22-25, 15-11 |
| 11-04                  | MKS - Trefl Proxima Kraków       | 2-3 | 27-25, 10-25, 17-25, 25-22, 7-15  |
| 11-04                  | Wrocław - Muszyna                | 2-3 | 21-25, 18-25, 25-19, 25-23, 11-15 |
| 11-04                  | Budowlani Łódź - Chemik Police   | 1-3 | 20-25, 19-25, 25-20, 21-25        |

#### Classifica
| Pos. | Squadra              | Pt | G  | V  | P  | SV | SP | Ratio | PF    | PS    | Ratio |
| ---- | -------------------- | -- | -- | -- | -- | -- | -- | ----- | ----- | ----- | ----- |
| 1.   | Chemik Police        | 70 | 26 | 24 | 2  | 74 | 23 | 3,217 | 2 293 | 1 913 | 1,199 |
| 2.   | Developres Rzeszów   | 64 | 26 | 22 | 4  | 71 | 26 | 2,731 | 2 260 | 1 912 | 1,182 |
| 3.   | ŁKS                  | 61 | 26 | 22 | 4  | 69 | 29 | 2,379 | 2 280 | 1 990 | 1,146 |
| 4.   | Budowlani Łódź       | 52 | 26 | 17 | 9  | 58 | 34 | 1,706 | 2 103 | 1 864 | 1,128 |
| 5.   | PTPS                 | 46 | 26 | 16 | 10 | 55 | 43 | 1,279 | 2 212 | 2 050 | 1,079 |
| 6.   | Trefl Proxima Kraków | 39 | 26 | 13 | 13 | 52 | 50 | 1,040 | 2 230 | 2 224 | 1,003 |
| 7.   | Muszyna              | 38 | 26 | 12 | 14 | 51 | 52 | 0,981 | 2 198 | 2 202 | 0,998 |
| 8.   | BKS                  | 36 | 26 | 11 | 15 | 50 | 52 | 0,962 | 2 159 | 2 205 | 0,979 |
| 9.   | KSZO Ostrowiec       | 28 | 26 | 10 | 16 | 40 | 60 | 0,667 | 2 123 | 2 257 | 0,941 |
| 10.  | Wrocław              | 26 | 26 | 8  | 18 | 39 | 61 | 0,639 | 2 105 | 2 295 | 0,917 |
| 11.  | Legionovia           | 26 | 26 | 8  | 18 | 39 | 63 | 0,619 | 2 097 | 2 262 | 0,927 |
| 12.  | Pałac Bydgoszcz      | 25 | 26 | 8  | 18 | 35 | 60 | 0,583 | 1 989 | 2 171 | 0,916 |
| 13.  | Toruń                | 24 | 26 | 8  | 18 | 33 | 63 | 0,524 | 1 908 | 2 164 | 0,882 |
| 14.  | MKS                  | 11 | 26 | 3  | 23 | 23 | 73 | 0,315 | 1 825 | 2 273 | 0,803 |

      Qualificata ai play-off scudetto.
      Qualificata alla finale 5º posto.
      Qualificata alla finale 7º posto.
      Qualificata alla finale 9º posto.
      Qualificata ai play-out.
      Retrocessa in I Liga.

### Play-off scudetto

#### Tabellone
|  | Semifinali | Semifinali         | Semifinali | Semifinali | Semifinali |  |   | Finale        | Finale | Finale | Finale | Finale |
|  |            |                    |            |            |            |  |   |               |        |        |        |        |
|  | 1          | Chemik Police      | 3          | 0          | 3          |  |   |               |        |        |        |        |
|  | 1          | Chemik Police      | 3          | 0          | 3          |  |   |               |        |        |        |        |
|  | 4          | Budowlani Łódź     | 1          | 3          | 1          |  |   |               |        |        |        |        |
|  | 4          | Budowlani Łódź     | 1          | 3          | 1          |  | 1 | Chemik Police | 3      | 3      |        |        |
|  |            |                    |            |            |            |  | 1 | Chemik Police | 3      | 3      |        |        |
|  |            |                    |            |            |            |  |   | 3             | ŁKS    | 0      | 1      |        |
|  | 3          | ŁKS                | 2          | 3          | 3          |  |   | 3             | ŁKS    | 0      | 1      |        |
|  | 3          | ŁKS                | 2          | 3          | 3          |  |   |               |        |        |        |        |
|  | 2          | Developres Rzeszów | 3          | 1          | 2          |  |   |               |        |        |        |        |
|  | 2          | Developres Rzeszów | 3          | 1          | 2          |  |   |               |        |        |        |        |

#### Risultati
| Semifinali |                                |     |                                  |
|            |                                |     |                                  |
| 15-04      | Chemik Police - Budowlani Łódź | 3-1 | 16-25, 25-14, 25-20, 25-19       |
| 16-04      | Developres Rzeszów - ŁKS       | 3-2 | 25-22, 25-21, 16-25, 27-29, 15-7 |

| 17-04 | Budowlani Łódź - Chemik Police | 3-0 | 25-23, 25-17, 25-22        |
| 19-04 | ŁKS - Developres Rzeszów       | 3-1 | 25-12, 19-25, 25-11, 25-20 |

| 20-04 | Chemik Police - Budowlani Łódź | 3-1 | 25-18, 17-25, 25-19, 25-20        |
| 23-04 | Developres Rzeszów - ŁKS       | 2-3 | 27-29, 25-17, 25-11, 26-28, 13-15 |

| Finale |                     |     |                            |
|        |                     |     |                            |
| 26-04  | Chemik Police - ŁKS | 3-0 | 25-21, 25-9, 25-4          |
| 30-04  | ŁKS - Chemik Police | 1-3 | 13-25, 25-22, 19-25, 25-27 |

| Finale 3º posto |                                     |     |                                   |
|                 |                                     |     |                                   |
| 26-04           | Developres Rzeszów - Budowlani Łódź | 3-2 | 25-19, 25-22, 17-25, 16-25, 15-12 |
| 28-04           | Budowlani Łódź - Developres Rzeszów | 3-0 | 27-25, 25-17, 25-23               |
| 02-05           | Developres Rzeszów - Budowlani Łódź | 2-3 | 26-28, 19-25, 26-24, 25-20, 11-15 |

### Playoff 5º posto
| Finale |                             |     |                            |
|        |                             |     |                            |
| 15-04  | PTPS - Trefl Proxima Kraków | 0-3 | 18-25, 20-25, 25-27        |
| 18-04  | Trefl Proxima Kraków - PTPS | 0-3 | 18-25, 13-25, 22-25        |
| 21-04  | PTPS - Trefl Proxima Kraków | 3-1 | 16-25, 27-25, 25-15, 25-19 |

### Playoff 7º posto
| Finale |               |     |                     |
|        |               |     |                     |
| 15-04  | Muszyna - BKS | 0-3 | 20-25, 25-27, 21-25 |
| 19-04  | BKS - Muszyna | 3-0 | 25-20, 25-16, 25-22 |

### Playoff 9º posto
| Finale |                          |     |                                   |
|        |                          |     |                                   |
| 15-04  | KSZO Ostrowiec - Wrocław | 3-2 | 25-19, 25-20, 22-25, 15-25, 16-14 |
| 16-04  | KSZO Ostrowiec - Wrocław | 3-0 | 25-20, 25-17, 25-14               |

### Playoff 11º posto
| Finale |                              |     |                                   |
|        |                              |     |                                   |
| 15-04  | Legionovia - Pałac Bydgoszcz | 0-3 | 18-25, 23-25, 22-25               |
| 18-04  | Pałac Bydgoszcz - Legionovia | 3-2 | 18-25, 26-24, 18-25, 25-21, 16-14 |

### Spareggio promozione-retrocessione
| Finale |                     |     |                            |
|        |                     |     |                            |
| 24-04  | Legionovia - Kalisz | 3-1 | 16-25, 25-18, 25-19, 25-15 |
| 25-04  | Legionovia - Kalisz | 3-1 | 25-20, 25-10, 17-25, 25-21 |
| 29-04  | Kalisz-Legionovia   | 1-3 | 25-23, 17-25, 21-25, 18-25 |

## Classifica finale
| Pos | Squadra              | Qualificazione |
| --- | -------------------- | -------------- |
|     | Chemik Police        |                |
| 2   | ŁKS                  |                |
| 3   | Budowlani Łódź       |                |
| 4   | Developres Rzeszów   |                |
| 5   | PTPS                 |                |
| 6   | Trefl Proxima Kraków |                |
| 7   | BKS                  |                |
| 8   | Muszyna              |                |
| 9   | KSZO Ostrowiec       |                |
| 10  | Wrocław              |                |
| 11  | Pałac Bydgoszcz      |                |
| 12  | Legionovia           |                |
| 13  | Toruń                | I liga 2018-19 |
| 14  | MKS                  | I liga 2018-19 |

## Statistiche
| Rendimento individuale | Rendimento individuale | Rendimento individuale | Rendimento individuale |
| Pos.                   | Nome                   | Punti                  | Squadra                |
| ---------------------- | ---------------------- | ---------------------- | ---------------------- |
| 1                      | Hélène Rousseaux       | 554                    | Developres Rzeszów     |
| 2                      | Adela Helić            | 490                    | Developres Rzeszów     |
| 3                      | Kaja Grobelna          | 480                    | Budowlani Łódź         |
| 4                      | Izabela Żebrowska      | 440                    | ŁKS                    |
| 5                      | Agnieszka Kąkolewska   | 412                    | Budowlani Łódź         |
| 6                      | Regiane Bidias         | 409                    | ŁKS                    |
| 7                      | Dajana Bošković        | 408                    | PTPS                   |
| 8                      | Anna Podolec           | 393                    | KSZO Ostrowiec         |
| 9                      | Jelena Blagojević      | 384                    | Developres Rzeszów     |
| 10                     | Malwina Smarzek        | 376                    | Chemik Police          |

| Attacchi vincenti | Attacchi vincenti | Attacchi vincenti | Attacchi vincenti  |
| Pos.              | Nome              | Punti             | Squadra            |
| ----------------- | ----------------- | ----------------- | ------------------ |
| 1                 | Hélène Rousseaux  | 481               | Developres Rzeszów |
| 2                 | Kaja Grobelna     | 419               | Budowlani Łódź     |
| 3                 | Adela Helić       | 402               | Developres Rzeszów |
| 4                 | Izabela Żebrowska | 390               | ŁKS                |
| 5                 | Dajana Bošković   | 342               | PTPS               |
| 6                 | Regiane Bidias    | 338               | ŁKS                |
| 7                 | Jelena Blagojević | 332               | Developres Rzeszów |
| 8                 | Katarzyna Wellna  | 317               | BKS                |
| 9                 | Malwina Smarzek   | 316               | Chemik Police      |
| 10                | Monika Bociek     | 313               | Muszyna            |

| Muri vincenti | Muri vincenti        | Muri vincenti | Muri vincenti        |
| Pos.          | Nome                 | Punti         | Squadra              |
| ------------- | -------------------- | ------------- | -------------------- |
| 1             | Agnieszka Kąkolewska | 140           | Budowlani Łódź       |
| 2             | Zuzanna Efimienko    | 115           | ŁKS                  |
| 3             | Klaudia Alagierska   | 114           | Legionovia           |
| 4             | Maja Savić           | 100           | Muszyna              |
| 5             | Katarzyna Warzocha   | 98            | Developres Rzeszów   |
| 6             | Sarah Clement        | 90            | Trefl Proxima Kraków |
| 7             | Gabriela Wojtowicz   | 84            | Budowlani Łódź       |
| 8             | Dominika Sobolska    | 80            | BKS                  |
| 9             | Monika Martałek      | 78            | Developres Rzeszów   |
| 10            | Aleksandra Trojan    | 73            | Wrocław              |

| Battute vincenti | Battute vincenti     | Battute vincenti | Battute vincenti     |
| Pos.             | Nome                 | Punti            | Squadra              |
| ---------------- | -------------------- | ---------------- | -------------------- |
| 1                | Bianka Buša          | 38               | Chemik Police        |
| 2                | Julia Twardowska     | 37               | Budowlani Łódź       |
| 3                | Agnieszka Kąkolewska | 36               | Budowlani Łódź       |
| 4                | Paulina Stroiwąs     | 35               | KSZO Ostrowiec       |
| 5                | Hélène Rousseaux     | 34               | Developres Rzeszów   |
| 6                | Karolina Kosek       | 33               | PTPS                 |
| 7                | Justyna Łukasik      | 32               | Trefl Proxima Kraków |
| 7                | Patrycja Polak       | 32               | MKS                  |
| 9                | Aleksandra Wójcik    | 31               | Muszyna              |
| 9                | Marta Pluta          | 31               | Toruń                |